# Gare de Schaerbeek
 (avril 2018).
Pour les articles homonymes, voir Schaerbeek (homonymie).
La gare de Schaerbeek (en néerlandais : station Schaarbeek) est une des plus grandes gares ferroviaires belges, située sur le territoire de la Ville de Bruxelles,, dans la Région de Bruxelles-Capitale.
C'est une gare de la Société nationale des chemins de fer belges (SNCB) desservie par des trains Suburbains S1, S2, S6, S81 et des trains « P » (heures de pointe).
Par le passé, la gare connut un intense passage de trains internationaux. Elle fut notamment jusqu'en 2000 le point de départ de trains auto-couchettes pour le sud de la France et l'Italie.

## Situation ferroviaire
Elle constitue le point kilométrique (PK) 2,406 des lignes 25, de Bruxelles-Nord à Anvers-Luchtbal, 27, de Bruxelles-Nord à Anvers-Central et 36, de Bruxelles-Nord à Liège-Guillemins, ainsi que le PK d'origine (0,0) des lignes 28, de Schaerbeek à Bruxelles-Midi via Laeken et de la ligne 26A vers Y Haren-Noord ; cette dernière, contournant la gare de Schaerbeek-Formation, a été démontée en 2020. Le vrai point d'origine de la ligne 161, de Bruxelles à Namur se trouve en gare de Schaerbeek. Dans les années 2000 a été construite la ligne 36N, Bruxelles-Nord à Louvain, destinée aux trains à grande vitesse. La bifurcation avec la ligne 25N de Schaerbeek-Formation à Malines-Nekkerspoel se trouve à proximité.

## Histoire

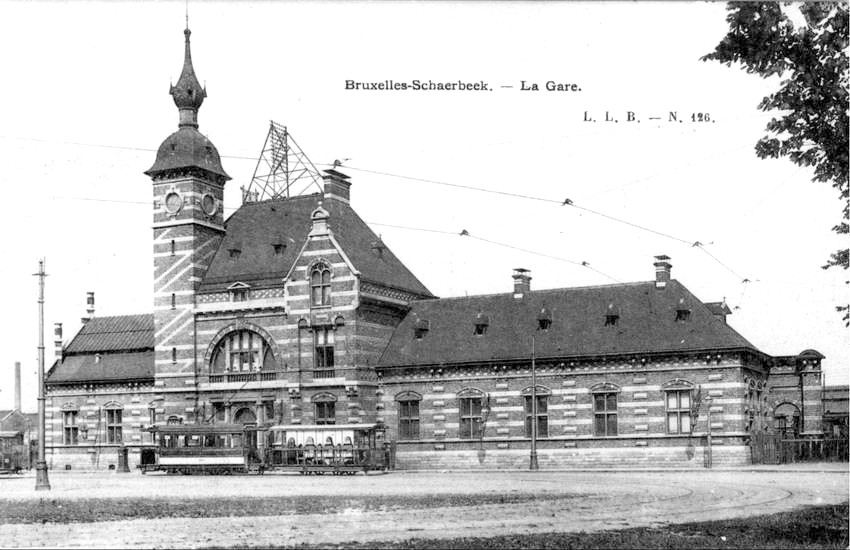
La gare de Schaerbeek avant son agrandissement.

Cette gare, située au croisement des lignes menant à Louvain et Anvers, a été construite en plusieurs étapes.
En 1864, une petite station pour voyageurs a été installée à l’emplacement actuel de la gare de Schaerbeek,,,. Uniquement desservie par les trains de la ligne Bruxelles - Malines — la ligne directe de Bruxelles à Louvain sera inaugurée en 1866 — elle était excentrée du centre de Schaerbeek et desservait les zones campagnardes le long de la Senne et du hameau de Helmet. Celle-ci consistait en un baraquement de planches et se dénommait « Halte Helmet ».
Le ministère des Travaux publics envisage, en 1871, de la remplacer par une nouvelle gare de style néo-Renaissance flamande,,. En 1873, le ministère achète une série de terrains dans l’objectif de « désengorger les gares du Nord et de l’allée Verte » ainsi que de créer une gare de formation. Le tracé de la ligne Bruxelles - Malines est modifié en 1879. En 1880, une place, appelée « place Nationale » est aménagée devant la halte Helmet. En décembre 1881, le « bâtiment des recettes provisoire » de la station d'Eppegem est démonté et reconstruit à Schaerbeek mais cette construction n'est que temporaire.
Ce n’est que lorsque le nouvel hôtel communal de Schaerbeek est construit en 1887 que le plan d’un nouveau « bâtiment des recettes », est envisagé et, par la suite, construit,. Cet édifice est divisé en trois parties: une pour l’administration abritant les guichets, la salle d’attente et les bureaux, une deuxième pour les installations techniques et une troisième comme logement du chef de gare,. Il est conçu par l’architecte des Chemins de fer belges, F.J. Seulen,. Il correspond à la partie gauche de la gare actuelle et a été classé par arrêté gouvernemental le 10 novembre 1994. Le 22 mars 1899, un effondrement survient lors de la pose de fils au chevalet du sommet de la toiture portant les fils télégraphiques, provoquant la chute de six ouvriers dont au-moins un perd la vie.
Entre 1903 et 1913, le nombre de voyageurs augmente de 54 % et le volume de marchandises de 50%,,. Les travaux de la Jonction Nord-Midi vont imposer une fermeture temporaire de la gare de Bruxelles-Nord, dont les activités doivent être reportées à Schaerbeek. L’État envisage dès lors d’agrandir fortement la gare. En 1919, un bâtiment uniquement réservé aux voyageurs y est adjoint. Il est décidé d’étendre à 16 le nombre de voies pour trains de voyageurs et des passages souterrains sont créés,. La Rampe du Lion et du Pont Albert sont  également construits,. C’est, une fois de plus, l’architecte Seulen qui en dessine les plans. La commune fait également faire un plan d’ensemble des aménagements des abords de la gare. Enfin, au 20e siècle, un quartier résidentiel et des entreprises sont construits.

### Changements des deux bâtiments de la gare
Depuis sa construction en 1887, l’intérieur de l’ancienne aile gauche de la gare a été redécoré, remanié et réorganisé au fil du temps, excepté la salle des guichets et la salle des premières classes.
L’aile droite de la gare, datant de 1919, a gardé sa structure et son décor d’origine, en particulier pour la salle des pas perdus qui occupe la plus grande surface de cette partie de la gare.

### Pendant la Seconde Guerre mondiale

#### Les déportations et le travail forcé par les Allemands
La gare de Schaerbeek a été fortement impliquée dans la Seconde Guerre mondiale. Des trains partaient régulièrement vers des lieux de déportation et de travail forcé. Les wagons de transports bestiaux furent utilisés à ces fins pour les Juifs. Le musée Train World possède d’ailleurs un de ces wagons dans sa collection.
Le 6 mars 1942, les autorités allemandes ont adopté une ordonnance dans le but de réquisitionner des ouvriers belges pour travailler en Allemagne. En premier lieu, ce sont les chômeurs qui sont visés mais rapidement, les femmes sont également demandées. De nombreuses personnes cherchèrent à s’échapper du train, on les appelait les réfractaires. Aujourd’hui, une plaque commémorative en souvenir de ces déportés et réfractaires peut être observée sur le mur de la gare.

#### Les bombardements
Les alliés ont bombardé la gare en 1943 et, entre les mois de mars et d’août 1944, 814 bombes sont tombées sur les installations de la gare.

#### La résistance
Un fait marquant de la résistance lié à la gare de Schaerbeek est le vol de rideaux dans les voitures de voyageurs. Ces vols permettaient d’empêcher le départ des trains de déportés puisque, sans rideaux, les déportés étaient visibles. Les Allemands considéraient ce genre d’acte comme du sabotage.

#### Traces encore visibles aujourd’hui
Un imposant bunker, utilisé comme sanitaire, est encore présent sur le site de la gare de Schaerbeek-Formation.

### 1980: le déclin
Jusque dans les années 1980, Schaerbeek était une plaque tournante du trafic de marchandises. Le déclin commença avec l’essor du trafic routier qui détourna une grande partie de sa clientèle. Depuis, la SNCB mise de plus en plus sur le transport combiné train et route, ce qui ne profite pas à la gare de Schaerbeek.

### Bâtiment classé par un arrêté du gouvernement
Le bâtiment des recettes, dessiné par Franz Seulen, a été classé par un arrêté gouvernemental le 10 novembre 1994. Ce sont plus particulièrement le dépôt de bagages et les auvents des quais de la gare qui ont été classés.

### Le potentiel terminal TGV-Nord à Schaerbeek
Depuis octobre 1990, il est question de créer un terminal du TGV-Nord à la gare de Schaerbeek. À cette époque, Jean-Luc Dehaene, ancien Ministre des Transports, avec Jean-Louis Thys, ancien Ministre bruxellois des Transports, et Didier Reynders, ancien président de la SNCB, ont souhaité abattre la gare de Schaerbeek pour la transformer en terminal pour le TGV-Nord. Cela aurait permis de désengorger la jonction Nord-Midi et de relier l’aéroport au TGV. Aujourd’hui, ces travaux ne sont pas prévus avant 2020.

## Service des voyageurs

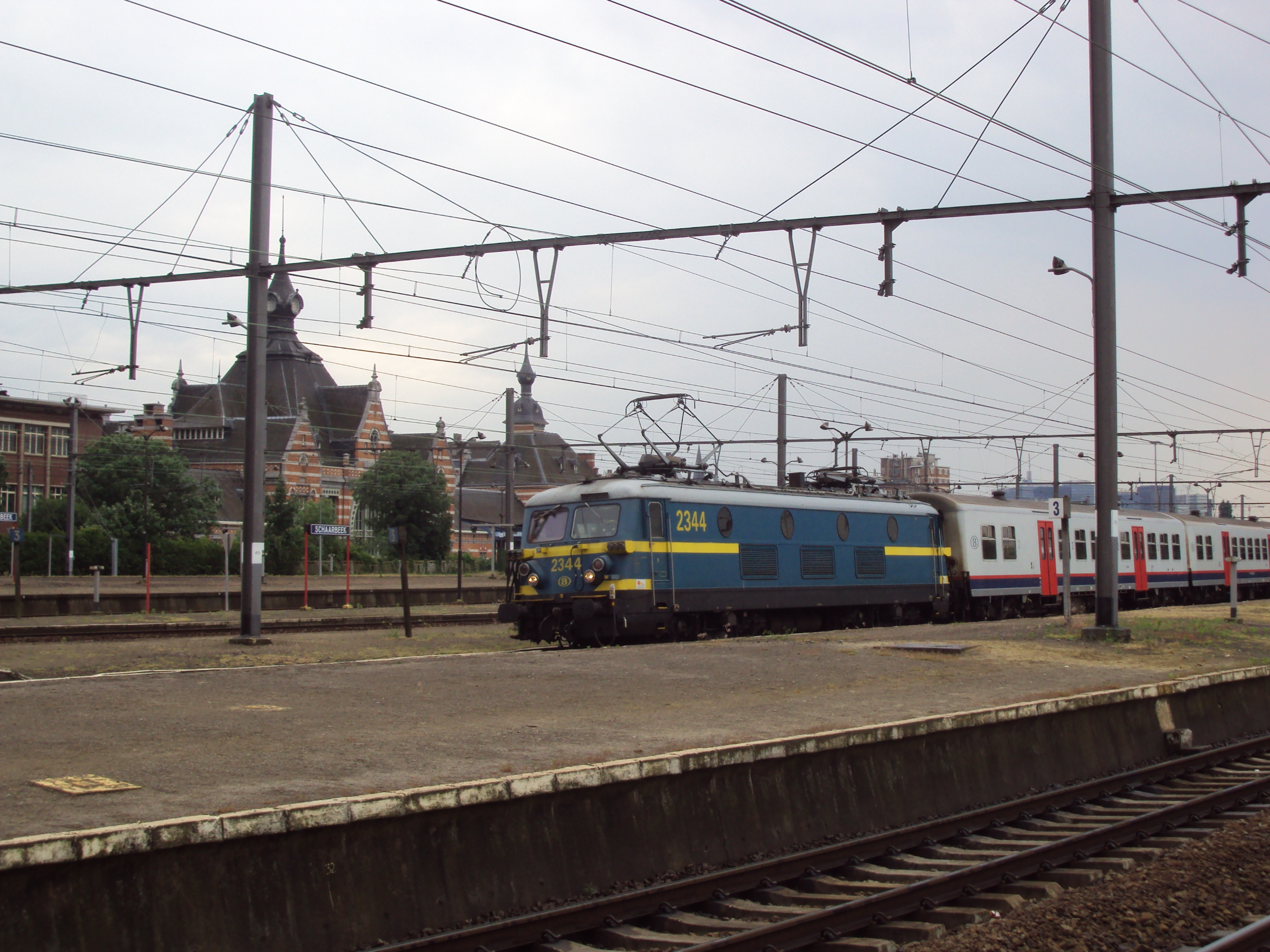
Train d'heure de pointe attendant le départ.

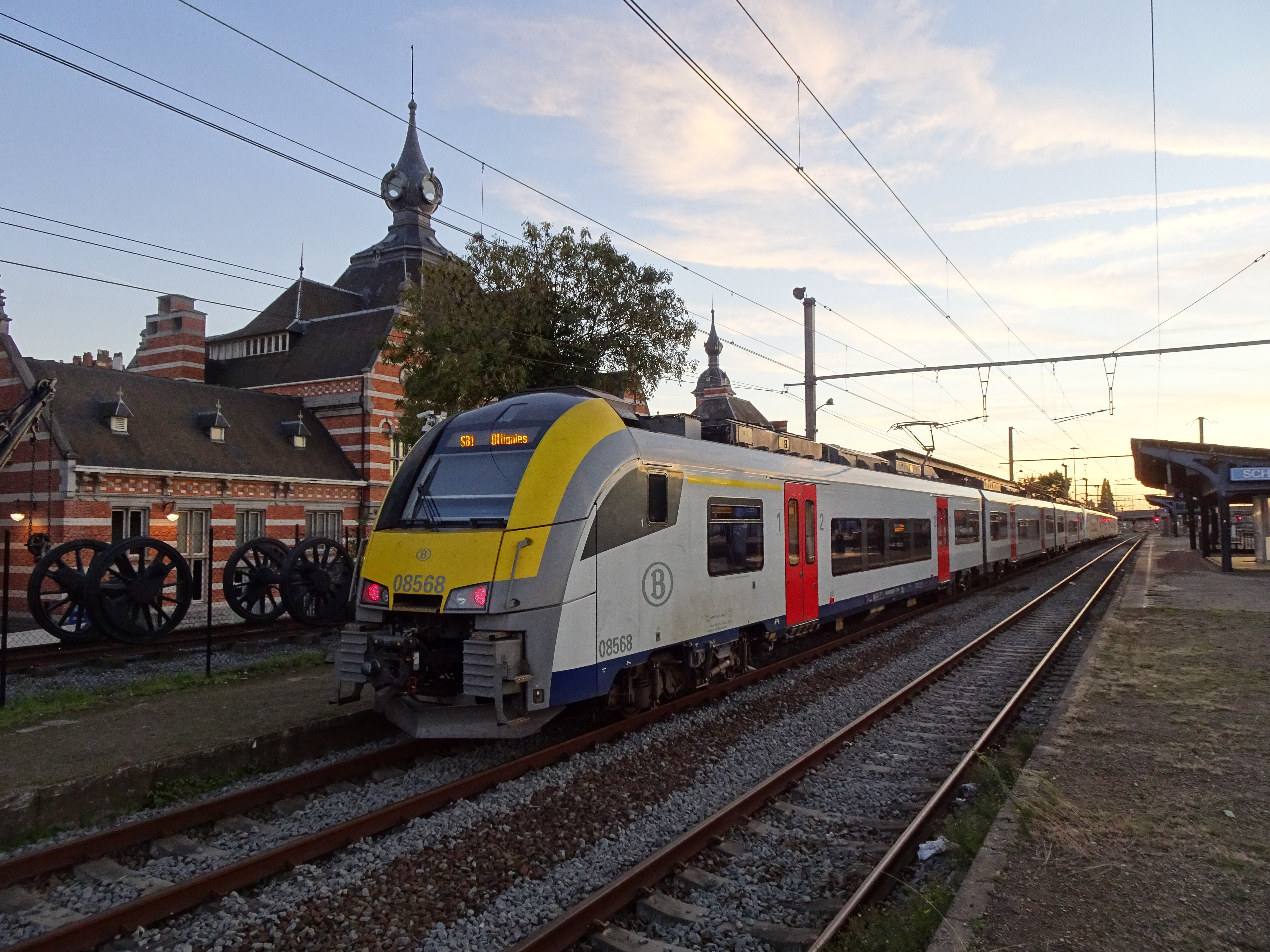
Train de la ligne S81 vers Ottignies.

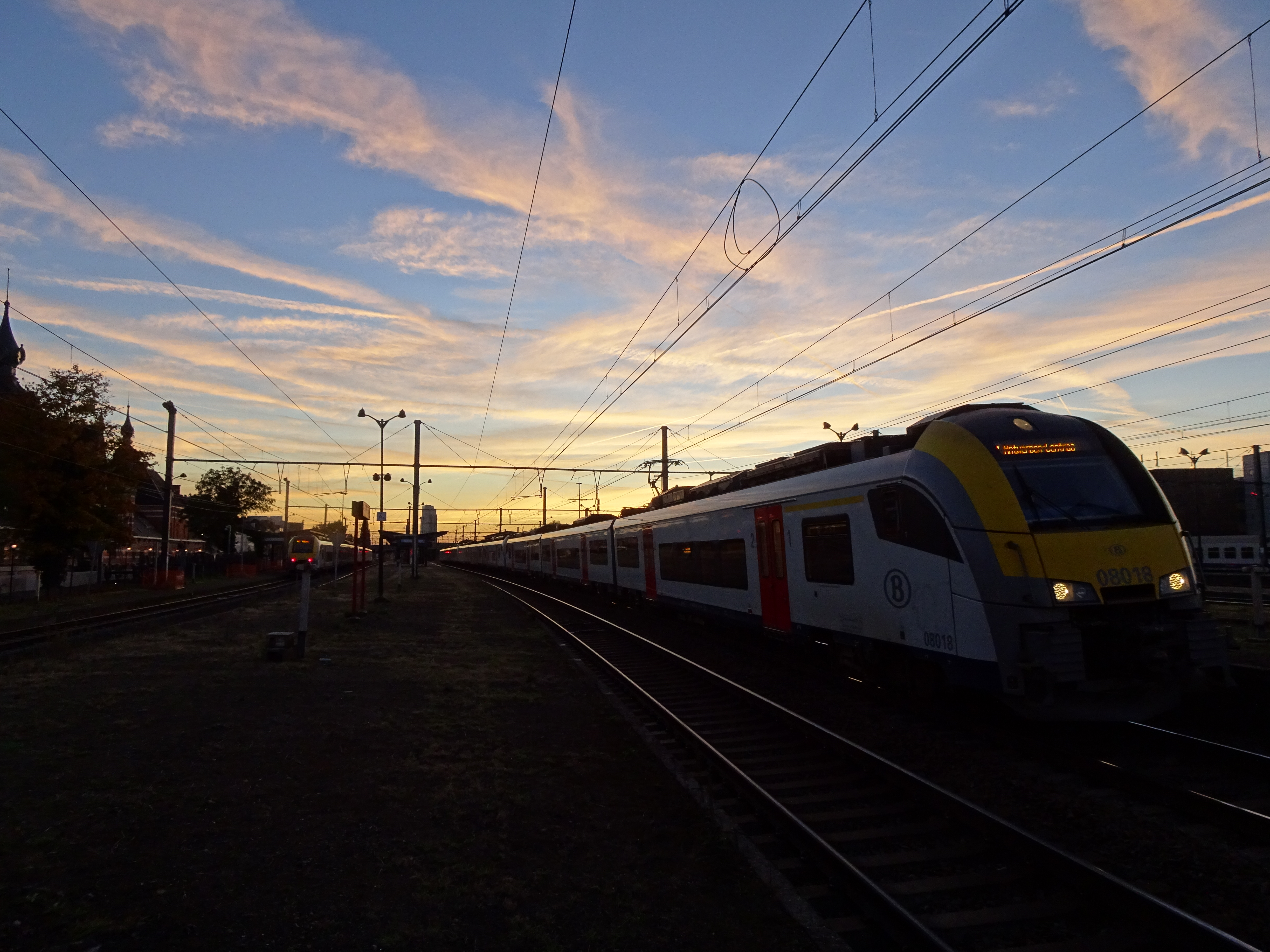
Train de la ligne S1 à destination d'Anvers-Central.

### Desserte
Autrefois desservie par de nombreux trains InterCity et même internationaux, Schaerbeek est désormais une gare de passage pour des trains suburbains (S) ainsi que la gare terminale de nombreux trains d'heure de pointe (P) grâce à la proximité du dépôt de Schaerbeek.

### Semaine
La desserte comprend sept services cadencés à l'heure :
- des trains IC-22 reliant Bruxelles-Midi à Anvers-Central (un par heure seulement) ;
- cinq paires de trains IC-13 Courtrai - Schaerbeek (uniquement le matin ou en soirée) ;
- des trains S1 de Nivelles à Anvers-Central (deux par heure) ;
- des trains S2 de Braine-le-Comte à Louvain (deux par heure) ;
- des trains S6 Denderleeuw - Grammont - Schaerbeek.

S'y ajoutent des trains S6 supplémentaires reliant Grammont à Schaerbeek (deux le matin, deux l’après-midi) ; des trains S3 de pointe de Zottegem à Schaerbeek (deux le matin, deux l’après-midi) ; des trains S81 Ottignies - Schaerbeek et deux trains P Mol / Neerpelt - Bruxelles-Midi (le matin, retour l’après-midi). Tôt le matin et tard le soir, trois IC-12 (Courtrai - Schaerbeek) ont leur terminus à Schaerbeek.
De très nombreux trains P ont leur terminus (le matin) et leur point de départ (l'après-midi) à Schaerbeek (sans compter les S81 et les S3 et S6 supplémentaires). Ils circulent de et vers :
- Ostende (trois le matin, deux l’après-midi) ;
- La Panne (deux le matin, deux l’après-midi) ;
- Gand-Saint-Pierre (deux le matin, trois l’après-midi) ;
- Poperinge (deux le matin, deux l’après-midi) ;
- Saint-Nicolas et Schaerbeek (un le matin, retour l’après-midi) ;
- Mouscron (deux le matin, deux l’après-midi) ;
- Jemeppe-sur-Sambre (deux le matin, deux l’après-midi) ;
- Châtelet (deux le matin, deux l’après-midi) ;
- Binche (un le matin, retour l’après-midi) ;
- Mons et Schaerbeek (un seul, le matin) ;
- Saint-Ghislain (un seul l’après-midi) ;
- Quiévrain (deux le matin, un l’après-midi) ;
- Quévy (un le matin, deux l’après-midi) ;
- Courtrai (quatre le matin, six l’après-midi) ;
- Audenarde (un seul, le matin).

### Week-ends et jours fériés
La desserte ne comprend que des trains cadencés à l’heure et moins nombreux : des IC-13 de Binche à Schaerbeek ; S1 entre Anvers-Central et Nivelles ou Bruxelles-Midi ; S2 entre Braine-le-Comte et Louvain et S6 entre Denderleeuw et Schaerbeek.
Le samedi, il y a deux trains S1 et S2 par heure desservant les mêmes gares qu'en semaine ; le dimanche, il n'y a qu'un S1 et S2 par heure et les S1 sont limités au trajet Bruxelles-Midi - Anvers Central.

### Intermodalité
La Gare de Schaerbeek est desservie par la ligne 92 du tramway de Bruxelles et les lignes de bus 59 et 69 des autobus de Bruxelles.

## Comptage voyageurs
Ce graphique et tableau montre le nombre de voyageurs embarquant en moyenne durant la semaine, le samedi et le dimanche.
| Nombre de passagers qui embarquent à la gare de Schaerbeek | Nombre de passagers qui embarquent à la gare de Schaerbeek | Nombre de passagers qui embarquent à la gare de Schaerbeek | Nombre de passagers qui embarquent à la gare de Schaerbeek |
|                                                            | Semaine                                                    | Samedi                                                     | Dimanche                                                   |
| ---------------------------------------------------------- | ---------------------------------------------------------- | ---------------------------------------------------------- | ---------------------------------------------------------- |
| 1977                                                       | 5 968                                                      | 937                                                        | 804                                                        |
| 1978                                                       | 5 565                                                      | 944                                                        | 836                                                        |
| 1979                                                       | 5 927                                                      | 1 102                                                      | 729                                                        |
| 1980                                                       | 5 985                                                      | 719                                                        | 483                                                        |
| 1981                                                       | 5 328                                                      | 857                                                        | 686                                                        |
| 1982                                                       | 5 706                                                      | 1 103                                                      | 619                                                        |
| 1983                                                       | 5 672                                                      | 625                                                        | 400                                                        |
| 1984                                                       | 3 696                                                      | 497                                                        | 440                                                        |
| 1985                                                       | 4 069                                                      | 706                                                        | 535                                                        |
| 1986                                                       | 3 473                                                      | 443                                                        | 340                                                        |
| 1987                                                       | 3 652                                                      | 478                                                        | 484                                                        |
| 1988                                                       | 3 859                                                      | 453                                                        | 449                                                        |
| 1989                                                       | 3 308                                                      | 499                                                        | 445                                                        |
| 1990                                                       | 3 284                                                      | 602                                                        | 462                                                        |
| 1991                                                       | 3 213                                                      | 357                                                        | 333                                                        |
| 1992                                                       | 3 034                                                      | 516                                                        | 430                                                        |
| 1993                                                       | 2 751                                                      | 411                                                        | 532                                                        |
| 1994                                                       | 2 984                                                      | 387                                                        | 649                                                        |
| 1995                                                       | 2 687                                                      | 391                                                        | 308                                                        |
| 1996                                                       | 2 885                                                      | 462                                                        | 351                                                        |
| 1997                                                       | 2 956                                                      | 531                                                        | 394                                                        |
| 1998                                                       | 2 338                                                      | 348                                                        | 300                                                        |
| 1999                                                       | 2 467                                                      | 362                                                        | 298                                                        |
| 2000                                                       | 3 317                                                      | 10 798                                                     | 10 853                                                     |
| 2001                                                       | 3 011                                                      | 523                                                        | 415                                                        |
| 2002                                                       | 2 630                                                      | 380                                                        | 392                                                        |
| 2003                                                       | 2 740                                                      | 402                                                        | 288                                                        |
| 2004                                                       | 2 815                                                      | 400                                                        | 299                                                        |
| 2005                                                       | 2 906                                                      | 432                                                        | 372                                                        |
| 2006                                                       | 3 039                                                      | 420                                                        | 330                                                        |
| 2007                                                       | 2 935                                                      | 502                                                        | 369                                                        |
| 2008                                                       | -                                                          | -                                                          | -                                                          |
| 2009                                                       | 2 392                                                      | 436                                                        | 377                                                        |
| 2010                                                       | -                                                          | -                                                          | -                                                          |
| 2011                                                       | -                                                          | -                                                          | -                                                          |
| 2012                                                       | 2 691                                                      | 471                                                        | 375                                                        |
| 2013                                                       | 2 853                                                      | 567                                                        | 323                                                        |
| 2014                                                       | 2 907                                                      | 639                                                        | 527                                                        |
| 2015                                                       | 3 180                                                      | 605                                                        | 578                                                        |
| 2016                                                       | 3 002                                                      | 407                                                        | 392                                                        |
| 2017                                                       | 2 855                                                      | 494                                                        | 421                                                        |
| 2018                                                       | 3 524                                                      | 662                                                        | 429                                                        |
| 2019                                                       | 3 172                                                      | 1 098                                                      | 675                                                        |
| 2020                                                       | 1 849                                                      | 789                                                        | 443                                                        |
| 2021                                                       | -                                                          | -                                                          | -                                                          |
| 2022                                                       | 3 249                                                      | 1 484                                                      | 1 065                                                      |
| 2023                                                       | 3 292                                                      | 1 781                                                      | 1 117                                                      |
| 2024                                                       | 3 644                                                      | 2 020                                                      | 1 485                                                      |

## Patrimoine ferroviaire
Le bâtiment de la gare de Schaerbeek a été classée par arrêté royal le 10 novembre 1994. Sa partie la plus ancienne date de 1887 et a été conçue par l'architecte Franz Seulen. La deuxième partie de la gare (contenant la grande et haute salle des guichets) fut conçue en 1913 par Franz Seulen et construite après la 1re guerre mondiale en 1930.
Le musée du Train à Schaerbeek, dont l'implantation était prévue à l'origine pour 2010, date anniversaire du Chemin de Fer en Belgique (175 ans), a été inauguré le 25 septembre 2015.

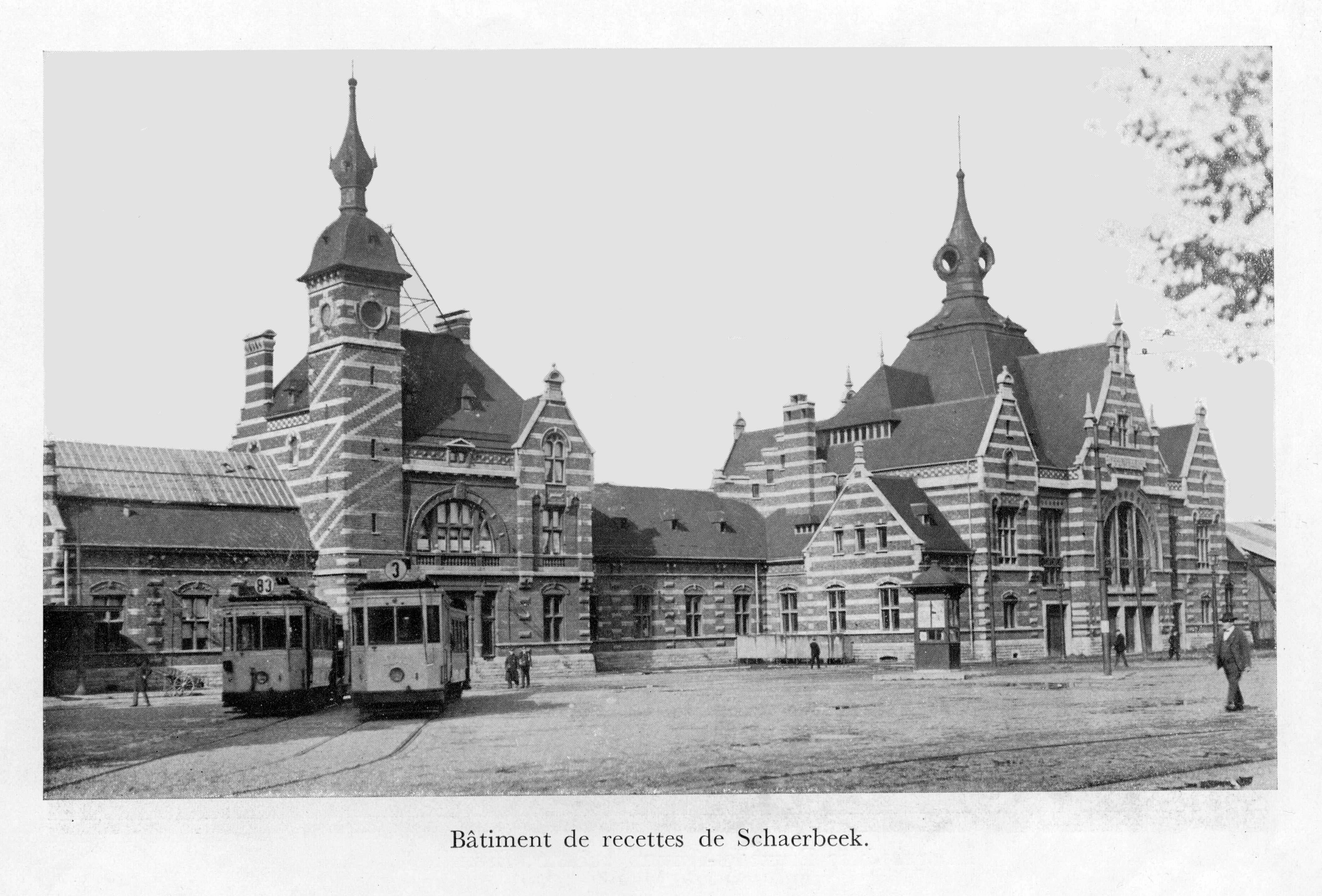
Dans les années 1920
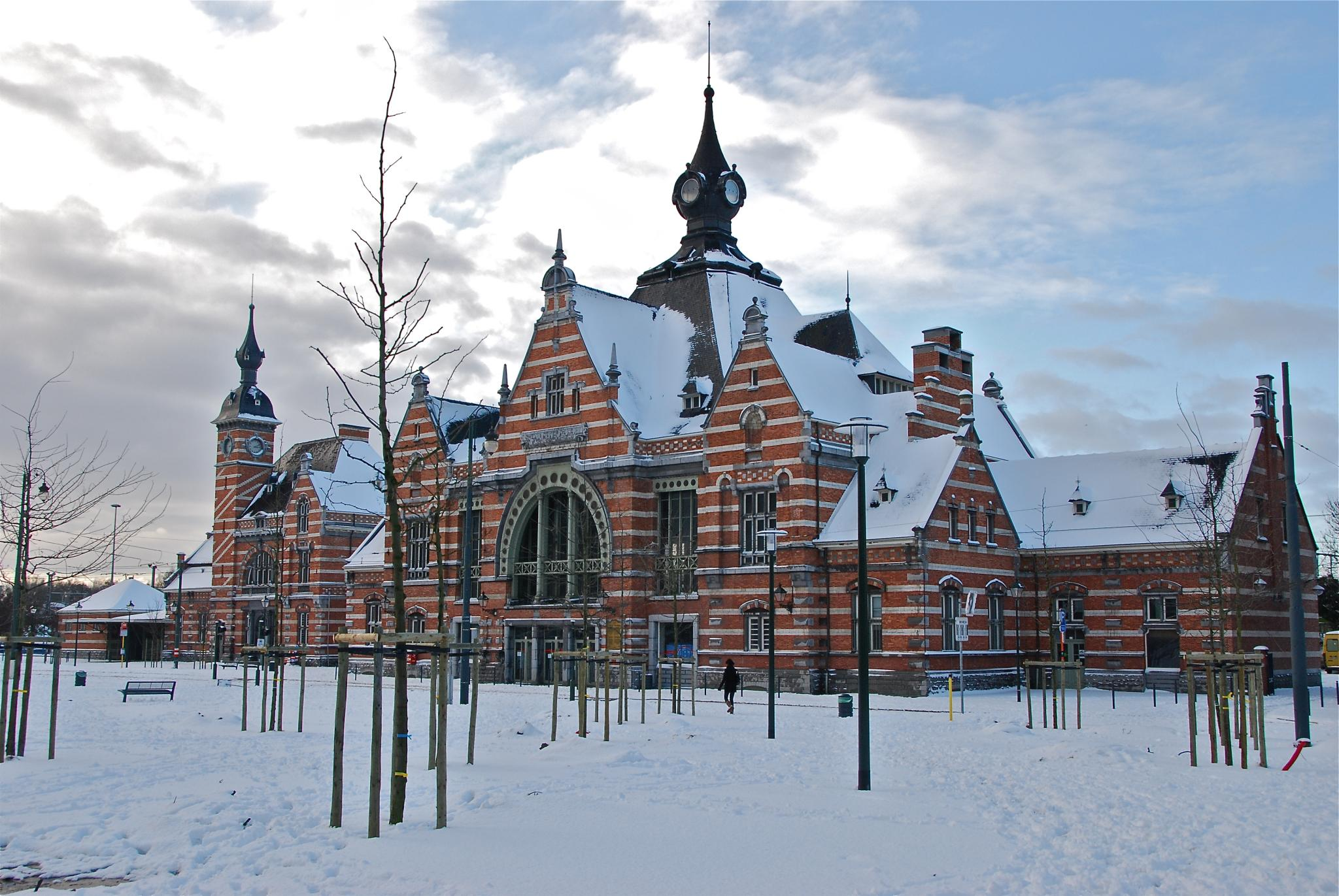
La gare sous la neige
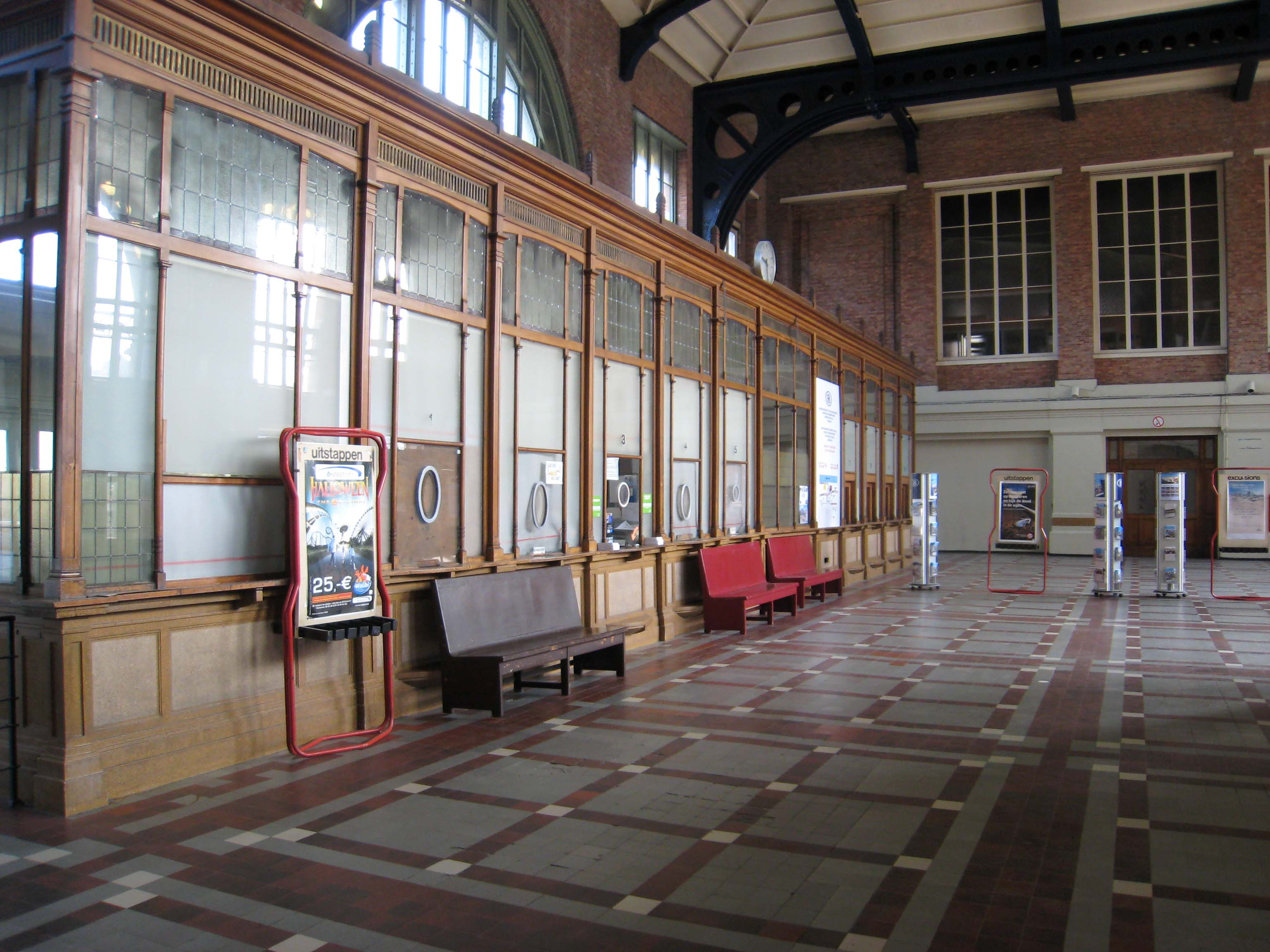
La salle des guichets
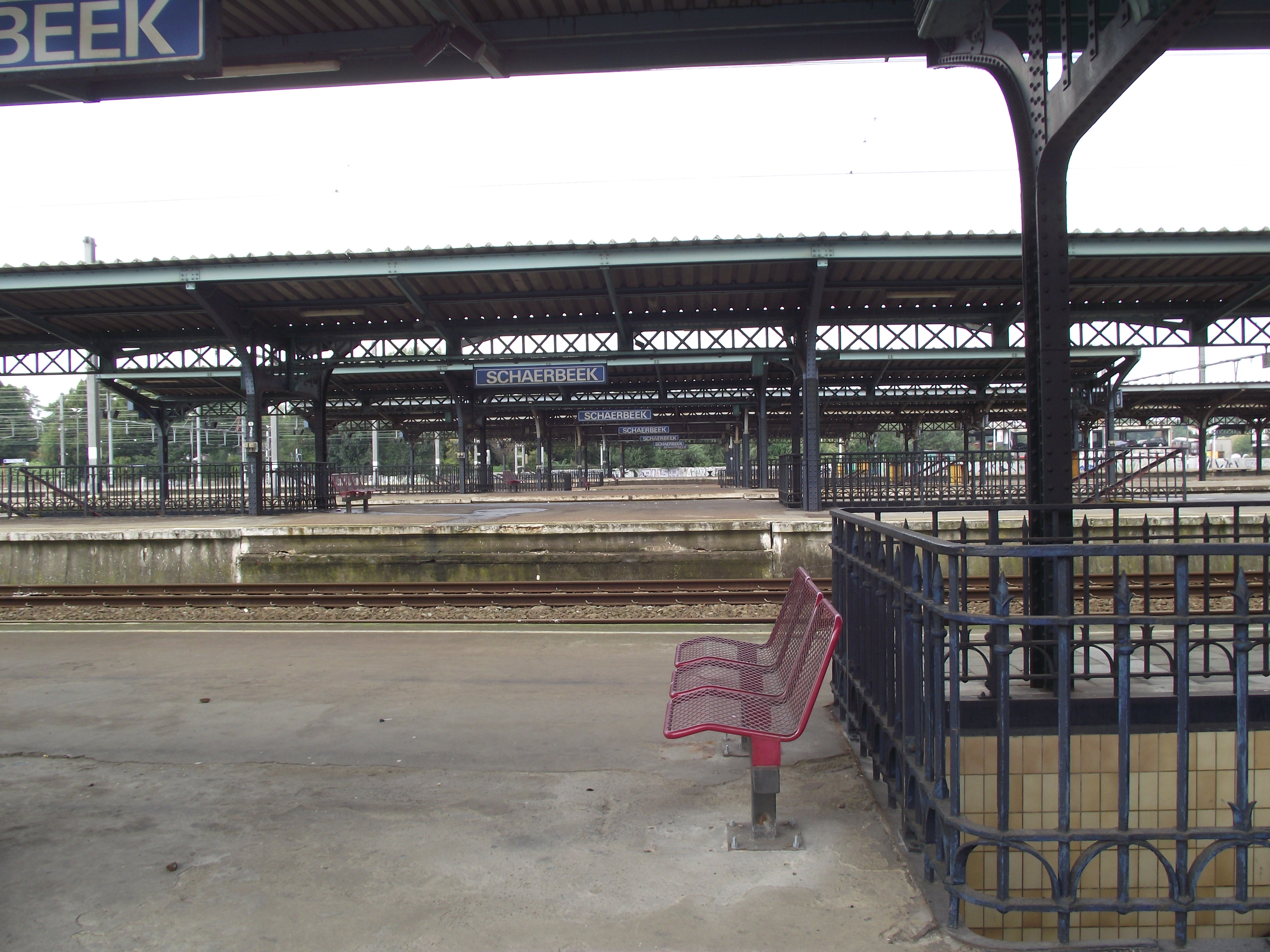
Les quais

## Musée Train World
L’actualité la plus récente de la gare de Schaerbeek est l’ouverture du musée Train World, édifié en septembre 2015 dans l’aile droite de la gare et conçu par le scénographe François Schuiten. Il contient à ce jour plus de 1250 objets du monde ferroviaire. Il met en scène le  train comme vecteur d’histoire. La Belgique fut en effet le premier pays au monde à concevoir son réseau ferroviaire en tant que réseau, car l’État voulait créer des lignes de train sur l’ensemble du territoire. Dans les autres pays, ces lignes étaient utilisées à des fins individuelles puisqu’il s’agissait d’initiatives entre particuliers et industriels. La pièce maîtresse du musée est une locomotive datant de 1844, la plus ancienne du continent européen.

## Culture populaire
Le groupe belge Telex a tourné le clip de son tube Moskow Diskow dans cette gare. Le groupe est assis sur un banc et effectue une chorégraphie robotique. On reconnaît les abris et on peut apercevoir en arrière plan des voitures CIWL et Railtours au terminal auto-train.
La gare apparaît dans le clip de la chanson Je marche seul, de Jean-Jacques Goldman.